# مرغ کریچ‌ساز
مرغ کریچ‌ساز(نام علمی: Ptilonorhynchidae) نام یک تیره از راسته گنجشک‌سانان است.

## طبقه‌بندی
سرده گربه‌خوان‌ها
- گربه‌خوان گوش‌سفید, Ailuroedus buccoides
- گربه‌خوان خالخالی, Ailuroedus melanotis
- گربه‌خوان سبز, Ailuroedus crassirostris

سرده Scenopooetes
- گربه‌خوان نوک‌دندانی, Scenopooetes dentirostris

سرده آرچبالدی‌ها
- گربه‌خوان آرچبالد, Archboldia papuensis
- گربه‌خوان سنفورد, Archboldia sanfordi

سرده کودن‌مرغ
- مرغ کریچ‌ساز واگلکوپ, Amblyornis inornata
- مرغ کریچ‌ساز مک‌گرگور, Amblyornis macgregoriae
- مرغ کریچ‌ساز نواری, Amblyornis subalaris
- مرغ کریچ‌ساز پیشانی‌زرد, Amblyornis flavifrons

سرده Prionodura
- مرغ کریچ‌ساز طلایی, Prionodura newtoniana

سرده گذرسازها
- مرغ کریچ‌ساز آتشی, Sericulus aureus
- مرغ کریچ‌ساز یال‌آتشی, Sericulus bakeri
- مرغ کریچ‌ساز نایب, Sericulus chrysocephalus

سرده Ptilonorhynchus
- مرغ کریچ‌ساز ساتن, Ptilonorhynchus violaceus

سرده رداگردن‌ها
- مرغ کریچ‌ساز غربی, Chlamydera guttata
- مرغ کریچ‌ساز خال‌خالی, Chlamydera maculata
- مرغ کریچ‌ساز بزرگ, Chlamydera nuchalis
- مرغ کریچ‌ساز سینه‌زرد, Chlamydera lauterbachi
- مرغ کریچ‌ساز سینه‌حنایی, Chlamydera cerviniventris